# Hoyt Street
Hoyt Street è una fermata della metropolitana di New York situata sulla linea IRT Eastern Parkway. Nel 2019 è stata utilizzata da 2 293 256 passeggeri. È servita dalla linea 2 sempre e dalla linea 3 sempre tranne di notte.

## Storia
La stazione fu aperta il 1º maggio 1908.

## Strutture e impianti
La stazione è sotterranea, ha due banchine laterali e quattro binari, i due esterni per i treni locali e i due interni per quelli espressi che saltano la stazione. È posta al di sotto di Fulton Street e non ha un mezzanino, ognuna delle due banchine ospita infatti un gruppo di tornelli con le scale per il piano stradale. La banchina in direzione nord ha due scale che portano all'incrocio con Duffield Street e una all'incrocio con Bridge Street, quella in direzione sud ne ha una che porta all'incrocio con Hoyt Street e una all'incrocio con Elm Place.

## Interscambi
La stazione è servita da alcune autolinee gestite da MTA Bus e NYCT Bus.
- Fermata autobus